# 앤드루 앨버스
앤드루 윌리엄 앨버스(Andrew William Albers , 1985년 10월 6일 ~ )는 캐나다의 야구 선수이다.

## 아마추어 시절
켄터키 대학교에서 야구를 했으며, 캐나다 야구 국가대표팀으로 선발되기도 했다.

## 미국 프로야구 시절
2008년에 샌디에이고 파드리스에 입단하였는데 미네소타 트윈스 시절이던 2013년 메이저리그 데뷔를 했고 데뷔 두 번째 경기에서 완봉승을 기록했다.

## 한국 프로야구 시절

### 한화 이글스시절
2014년에 입단하였다. 2014 시즌 6승 13패, 평균자책점 5.89로 좋지 않은 성적을 보여 시즌 후 방출되었는데 2003년 호라시오 에스트라다 이후 11년 만의 한화 외국인 완봉승 투수로 기록됐다.

## 미국 프로야구 복귀
2015년에 토론토 블루제이스에 입단하였다.

## 일본 프로야구 시절
2018년에 오릭스 버펄로스에 입단하였다.